# Football Club Trollhättan
Il Football Club Trollhättan, meglio noto come FC Trollhättan o semplicemente Trollhättan, è una società calcistica svedese con sede nella città di Trollhättan. Milita nella Division 1, la terza divisione del campionato svedese.

## Storia
Il Football Club Trollhättan nacque dalla fusione tra due squadre rivali: Trollhättans IF e Trollhättans FK. Il 4 ottobre 2001, i membri dei due club votarono a favore della fusione. Il 16 ottobre, venne costituita la nuova società: Morgan Karlzon fu scelto come presidente. La squadra militava nella Division 2. Il 21 aprile 2002, il Trollhättan vinse la prima partita di campionato della sua storia, grazie ad un successo per 0-1 sul campo del Ljungskile.
Il Trollhättan si guadagnò la promozione nella Division 1 al termine del campionato 2005. Tre anni più tardi, al termine del campionato 2008, il Trollhättan venne promosso nella Superettan. Retrocesse due anni più tardi.

## Palmarès

### Competizioni nazionali
- Division 1: 1

2008
- Division 2: 1

2002